# Hellenbach Karolina
Báró páczolai Hellenbach Karolina Terézia (Nagyszombat, 1798. július 28. – Vác, 1875. február 25.) csillagkeresztes hölgy, nemes bori és borfői Bory Miklós magyar királyi udvari tanácsos felesége. Említésre méltó szerepe volt a világosi fegyverletétel kapcsán.

## Életútja
Apai családjának első ismert őse nemes Hellenbach Jeremiás jómódú bányai dolgozó volt. Neki a fia, Hellenach János Gottfried 1686-ban eredményes udvari orvosi munkássága miatt I. Lipót magyar király bárói rangra emelte őt. Anyai felmenői a báró Falkenstein család volt, mely család magyar ágának első ismert őse Falkenstein Béla csanádi püspök volt, aki 1630-ban nyert indigenátust.
Báró Hellenbach Sándor és Falkenstein Karolina Vilma Terézia csillagkeresztes dáma gyermekeként született, római katolikusnak keresztelték meg. Tekintélyes származása és előkelő társadalmi pozíciója ellenére szülei tisztázatlanak voltak, Nagy Iván azt feltételezte, hogy szülei báró Hellenbach Károly és Rajman Julianna voltak. Minden bizonnyal 1817 előtt házasodott meg Bory Miklóssal, azonban a tisztázatlan esketési helyszín miatt jelenleg nem tudjuk házasságuknak pontos dátumát. Férjével jó kapcsolatot ápoltak Brunszvik József főispánnal, több gyermeküknek is keresztapja volt. Férjével Budapesten, Zavarban, és Pozsonyban is éltek.
1823-1825 között a budai nőegyletnek külső tagja volt.
1828-ban választották meg csillagkeresztes hölgynek.
1829. október 2-án férje, Bory Miklós Bécsben halt meg, a Nógrád megyei Tarnócon temették el. A megözvegyült asszonynak négy gyermeket kellett felnevelnie: Lőrincet, Gyulát, Vilmát és Eleket, akik közül csak lánya, Vilma élte túl.
1849-ben Hellenbach Karolina volt az, aki Fjodor Vasziljevics Rüdiger, az orosz cári hadtest egyik vezetőjének 1849. július 19-én Balassagyarmaton megírt francia nyelvű levelét továbbította Görgei Artúr honvédtábornok számára. A levél felszólítás volt az egyenlőtlen küzdelem megszüntetése céljából. Hellenbach Karolináról így ír Gregorovich Mária A bori és borfői Bory család és levéltára című könyvében: „bőbeszédű, fontoskodó, aulikus érzelmű dáma, aki a fejébe vette, hogy a béke helyreállítása céljából összehozza az orosz tábornokot a magyarral, akinek tehetségét, vitézségét és lovagiasságát az oroszok megcsodálták". A levelet Alsózsolcán, Görgeinek csapatának az orosz hadsereg elől való menekülési útvonalának egyik főhadiszállásán továbbította, hivatlanul.
1852-ben az Országos Széchenyi Könyvtárnak Hellenbach Karolina 2058 kötetnyi könyvet adományozott.
1875. február 25-én hunyt el Vácon végelgyengülésben, férje után őt is a tarnóci családi sírboltba temették el.